# Droga wojewódzka nr 953
Droga wojewódzka nr 953 – droga wojewódzka o długości 18,2 km łącząca Kalwarię Zebrzydowską ze Skawiną, położona w województwie małopolskim.

## Miejscowości leżące przy trasie DW953
- Kalwaria Zebrzydowska (DK52)
- Zebrzydowice
- Stanisław Dolny
- Przytkowice
- Grabie
- Polanka Hallera
- Gołuchowice
- Rzozów
- Skawina (DK44)